# De Moeder (Geerten Gossaert)
De Moeder is een gedicht van Geerten Gossaert, een pseudoniem van Carel Gerretson. Het gedicht is afkomstig uit de dichtbundel Experimenten uit 1911.

## Lied
In de jaren '60 componeerde Wim Corstjens, voor het Horizonkwartet uit Maaseik, muziek op het gedicht De Moeder van Geerten Gossaert. Dit lied is, ter gelegenheid van de Ommegang Harlindis en Relindis, in 1997 opgenomen op CD door Tejo Klerkx.